# Deutsches Meisterschaftsrudern 1909
Das 28. Deutsche Meisterschaftsrudern wurde 1909 in Straßburg ausgetragen. Im Vergleich zum Vorjahr wurden keine Meister in den Bootsklassen Doppelzweier und Vierer mit Steuermann ermittelt. Somit fanden nur vier Regatten statt.

## Medaillengewinner
| Bootsklasse            | Gold | Silber | Bronze |
| ---------------------- | --- | --- | --- |
| Einer                  | Rudolf Lucas (Mainzer RV) | Heinrich Böttinger (ETuF Essen) | Martin Stahnke (RC Triton Stettin) |
| Zweier ohne Steuermann | Ludwigshafener RV von 1878 Hermann Wilker Otto Fickeisen | keine weiteren Boote | keine weiteren Boote |
| Vierer ohne Steuermann | Mainzer RV Josef Falk Max Minthe Oskar Cordes Lorenz Eismayer                                                                                                   | Ludwigshafener RV von 1878 Fritz Welker Fritz Hering Hermann Wilker Otto Fickeisen                                                                               | keine weiteren Boote |
| Achter                 | Mainzer RV Ludwig Kaltenbach Hans Reiß Hans Kaltenbach Philipp Schreiner Oskar Cordes Max Minthe Josef Falk Lorenz Eismayer Johan Baptist Strohschnitter (Stm.) | Ludwigshafener RV von 1878 Fritz Welker Adam Schmidt Otto Konrad Jacob Mühlhäuser Albert Arnheiter Fritz Hering Hermann Wilker Otto Fickeisen Hans Müller (Stm.) | Frankfurter RG Germania 1869 Christoph Drechsler Ludwig Oberlinger Franz Sunkel Hermann Bohn Fritz Müller Fritz Oppermann Wilhelm Witzel Heinrich Schenk Hermann Aumüller (Stm.) |